# بطولة تونس لألعاب القوى 2001
بطولة تونس لألعاب القوى 2001 هو الدورة 46 من بطولة تونس لألعاب القوى.

فاز بهذا الموسم النادي الرياضي للحرس الوطني.

## روابط خارجية
- الموقع الرسمي للجامعة التونسية لألعاب القوى.